# Agrotis hemileuca
Agrotis hemileuca là một loài bướm đêm trong họ Noctuidae.